# Redykołka
A redykołka juhsajtféleség, melyet főképp a lengyel Tátrában, Podhaléban készítenek. Könnyen összetéveszthető az ostyepkával (lengyelül: oscypek) a hasonlóságuk miatt.
A redykołka az ostyepka készítésekor visszamaradt, feldolgozott juhtúróból, bundzból készül, ezért gyakran nevezik „húgocskának” (Młodsza siostra) is. Régebben népszerű ajándék volt, a tavaszi nyájkihajtás, a redyk napján párban, kettesével ajándékozták. Szív alakúra (parzenica-minták), állatformák szerint vagy orsóformájúra készítették.
2009-től az Európai Unióban a redykołka név oltalom alatt álló megnevezés.

## Fordítás
- Ez a szócikk részben vagy egészben az Redykołka című lengyel Wikipédia-szócikk ezen változatának fordításán alapul.  Az eredeti cikk szerkesztőit annak laptörténete sorolja fel. Ez a jelzés csupán a megfogalmazás eredetét és a szerzői jogokat jelzi, nem szolgál a cikkben szereplő információk forrásmegjelöléseként.